# Испания на летних Олимпийских играх 1976
Испания принимала участие в летних Олимпийских играх 1976 года в Монреале (Канада) в тринадцатый раз за свою историю и завоевала две серебряные медали. Сборная страны состояла из 113 человек (103 мужчины, 10 женщин).

## Медалисты
| Медаль  | Спортсмен                                                                | Вид спорта                  | Дисциплина                         |
| ------- | ------------------------------------------------------------------------ | --------------------------- | ---------------------------------- |
| Серебро | Хосе Мария Эстебан Хосе Рамон Лопес Эрминио Менендес Луис Грегорио Рамос | Гребля на байдарках и каноэ | Мужчины, байдарки-четвёрки, 1000 м |
| Серебро | Антонио Горостеги Педро Мильет                                           | Парусный спорт              | Мужчины, класс «470»               |